# David Thibault
Pour les articles homonymes, voir Thibault.
David Thibault, né le 21 mai 1997, est un chanteur québécois connu pour ses reprises d'Elvis Presley. En 2015, il termine troisième de la saison 4 de The Voice : La Plus Belle Voix en France.

## Biographie
David Thibault tient sa passion pour Elvis de son grand père. Il attire l'attention des médias en décembre 2013, à l'âge de 16 ans, lors de sa reprise de Blue Christmas d'Elvis. Après que la radio CKOI-FM l'a téléchargée sur YouTube le 9 décembre 2013, la reprise devient virale avec presque 5 millions de vues en une semaine,,,.
Le 23 décembre 2013, Thibault est invité par Ellen DeGeneres dans le The Ellen Degeneres Show.
En 2015, David se présente à la saison 4 de The Voice : La Plus Belle Voix. Son interprétation de Blue Suede Shoes d'Elvis Presley séduit uniquement Florent Pagny, dont il intègre l'équipe. Éliminé face à Anne Sila lors de l'épreuve ultime, il est repêché par Mika puis il parvient jusqu'en finale où il finit à la troisième place derrière Lilian Renaud et Anne Sila.

## Prix
- 2013 gagnant du People's Choice Award: "In the Shoes of Elvis".